# Milet
Milet (græsk: Μίλητος/Miletos) er en oldtidsby, der ligger på vestkysten af den anatoliske halvø tæt ved floden den store Mæander, i den moderne tyrkiske provins Aydin. Stedet har været bebygget siden bronzealderen. Ifølge myterne blev den grundlagt, da Neleus, søn af kong Kodros af Athen, jagede de indfødte karere ud. 

## Historie

### Bronzealderen
Milet omtales i hittittiske annaler omkring 1320 f.Kr. som Millawanda/Millawata, og i den ældste kendte omtale af byen hedder det, at den hittitiske konge Mursilis 2. beordrede sine generaler til at plyndre Millawanda pga. byens støtte til et oprør. Arkæologer har siden fundet spor efter ødelæggelser fra denne periode i Milet. Da den anatolske bronzealder-civilisation kollapsede, blev byen endnu en gang brændt ned, denne gang formodentlig af havfolkene.

### Antikken
Milet blev siden til en af de tolv ioniske byer i Lilleasien. I det 6. årh. f.Kr. havde Milet opbygget et maritimt imperium men måtte underlægge sig under Lydien. Da Kyros 2. besejrede den lydiske konge Krøsus, blev Milet underlagt Persien. I året 502 f.Kr udbrød det ioniske oprør i Naxos, som Milets tyran Aristagoras tilsluttede sig. Perserne knuste oprøret og straffede Milet i en sådan grad, at det gav genlyd i hele den græske verden. Året efter skrev Frynikos tragedien Milets Fald. Herodot fortæller, at da Frynikos fik skuespillet opført i Athen, brast hele publikum i gråd. Athens myndigheder ilagde forfatteren en drakonisk bøde på tusinde drakmer, og forbud mod nogensinde at genopføre stykket. Kunst skulle virke opbyggelig og underholdende, ikke rippe op i gamle sår. 
Efter den græske sejr over perserne i 479 f.Kr. kom Milet ud af persisk kontrol. På dette tidspunkt havde byen anlagt en række kolonier i hele Lilleasien og på Krim. Milet var også et vigtigt center for filosofi og videnskab. I 500-tallet f.Kr blev Milet midtpunkt for den før-sokratiske tradition med navne som Thales, Anaximander og Anaximenes. Arkitekten Hippodamos, regnet som verdens første byplanlægger, kom også herfra. Hans retlinjede gadenet blev brugt som mønster for genopbygningen af byen på 400-tallet f.Kr. Senere blev han hyret af Perikles for ombygningen af Athens havneby Piræus, og af athenerne, som i 443 f.Kr etablerede kolonien Thurioi i Syd-Italien.  Hippodamos' byplan med gader, der krydsede i rette vinkler, blev en vigtig inspirationskilde for de romerske byer.
Milet blev igen indlemmet i Perserriget i 386 f.Kr., men 334 f.Kr. i besejrede Alexander den stores hær en persisk garnison i byen, og gjorde Milet til en del af Alexanders rige. Milet skiftede i de følgende århundreder hænder flere gange, indtil romerne overtog byen sammen med kongeriget Pergamon.
Under det romerske herredømme havde Milet status af fri by, og byen blomstrede indtil 4. årh. e.Kr, hvor havnen sandede til. Med tabet af havnen tabte Milet sin betydning.

### Middelalderen
I den byzantiske periode blev Milet et ærkebispesæde, og borgen Castro Palation blev opført på ruinerne af det antikke teater. I 12. årh., efter at seldsjukkiske tyrkere havde erobret Anatolien, blev havnen genåbnet. Osmannerne brugte ligeledes havnen indtil den igen sandede til, så byen blev forladt. I dag ligger ruinerne af byen ca 10 km fra kysten.

## Udgravninger
De første udgravninger i Milet blev foretaget i 1899 – 1911 af den tyske arkæolog Theodor Wiegand, trods flere afbrydelser. Et af fundene, porten til byens marked, blev stykke for stykke transporteret til Berlin, og er i dag udstillet på Pergamonmuseet. I dag er et tysk hold i gang med nye udgravninger af Milet.